# Teriyaki
Il termine teriyaki (照り焼き?) si riferisce alla salsa che ha questo nome, ai piatti cucinati con il suo impiego e alla tecnica con cui vengono preparati. La salsa e i piatti correlati sono caratteristici della cucina giapponese tradizionale. Tra gli svariati alimenti cucinati con la salsa teriyaki vi sono pollo, manzo, pesce, frutti di mare, tofu ecc. Secondo la tradizione giapponese, una pietanza teriyaki va consumata con il riso al vapore e verdure come guarnitura.

## Ingredienti
Gli ingredienti base della salsa sono sakè (o mirin), salsa di soia scura e zucchero, che vanno cucinati in padella e fatti bollire a fuoco medio fino allo scioglimento dello zucchero e fino a quando la salsa raggiunge una consistenza cremosa della densità preferita. Quando la salsa è pronta si può aggiungere subito l'alimento prescelto, o si può fare raffreddare, mettere in un recipiente, preferibilmente in vetro, e conservare in frigorifero. Tra gli altri ingredienti opzionali che si possono aggiungere vi sono lo zenzero grattugiato, aglio tritato, amido, ecc.

## Cottura
Il termine teriyaki è composto dalle parole teri (照り?), che significa lucido o splendente, in riferimento al colore conferito dalla salsa, e yaki (焼き?), che significa cotto su metallo, come una griglia, una piastra o una padella, come nel caso del teriyaki. Ogni alimento cucinato con la salsa teriyaki richiede specifici accorgimenti che dipendono da diversi fattori, quali la consistenza, il gusto e il tempo di cottura dell'alimento stesso.
Tra i diversi tipi di preparazione vi è quello di rosolare con olio l'alimento prescelto, quindi aggiungere la salsa teriyaki fino alla cottura preferita. Altro sistema prevede la marinatura nella salsa teriyaki dell'alimento scelto per un periodo che può variare tra i 30 minuti ed un giorno prima della cottura. In alternativa alla padella su fuoco può essere utilizzata una pirofila e cuocere il teriyaki al forno. Nel corso della cottura, a seconda della ricetta scelta e dei tempi di cottura, si può aggiungere una quantità variabile di acqua.

## Galleria d'immagini

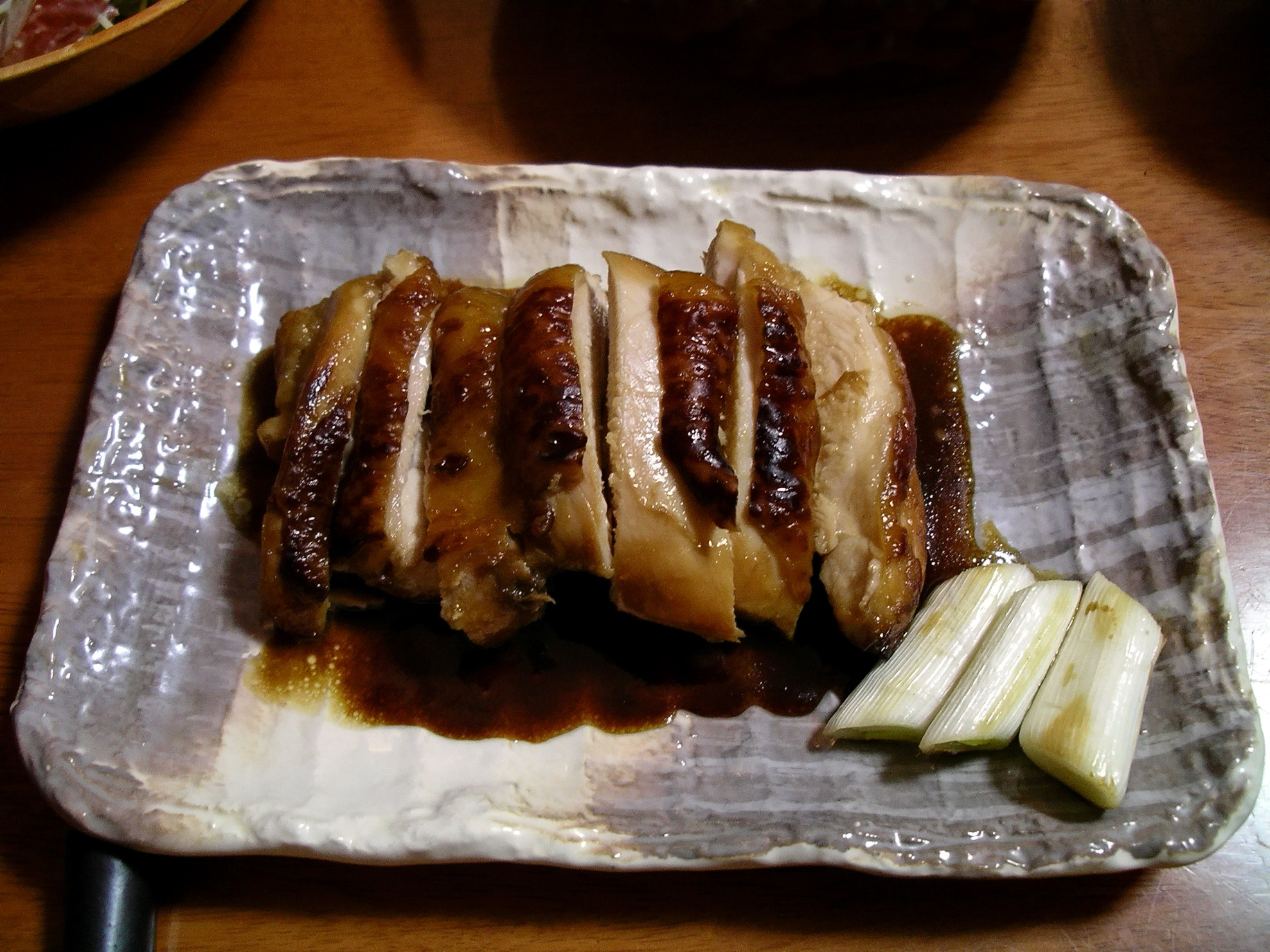
Petti di pollo teriyaki
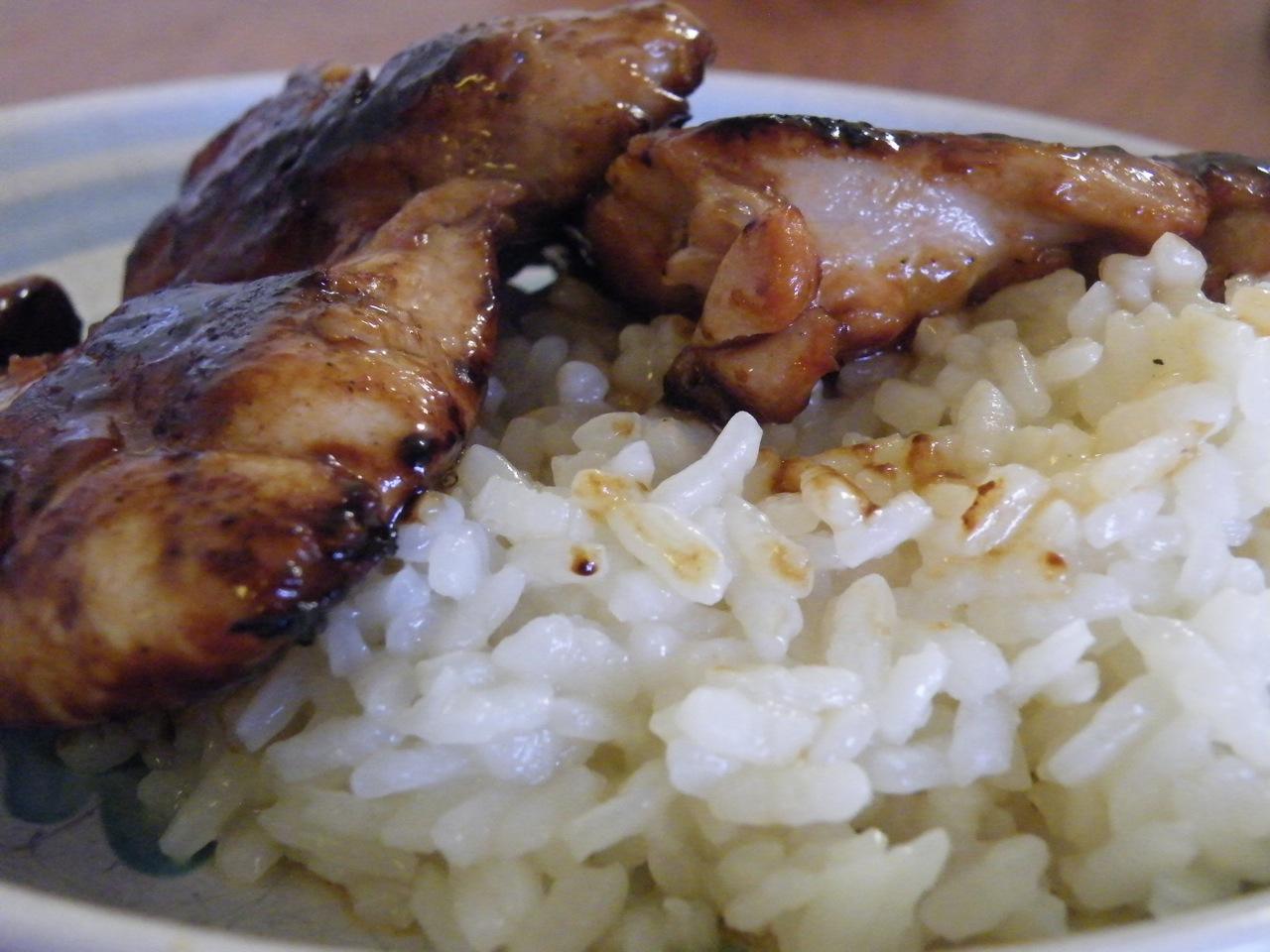
Cosce di pollo teriyaki
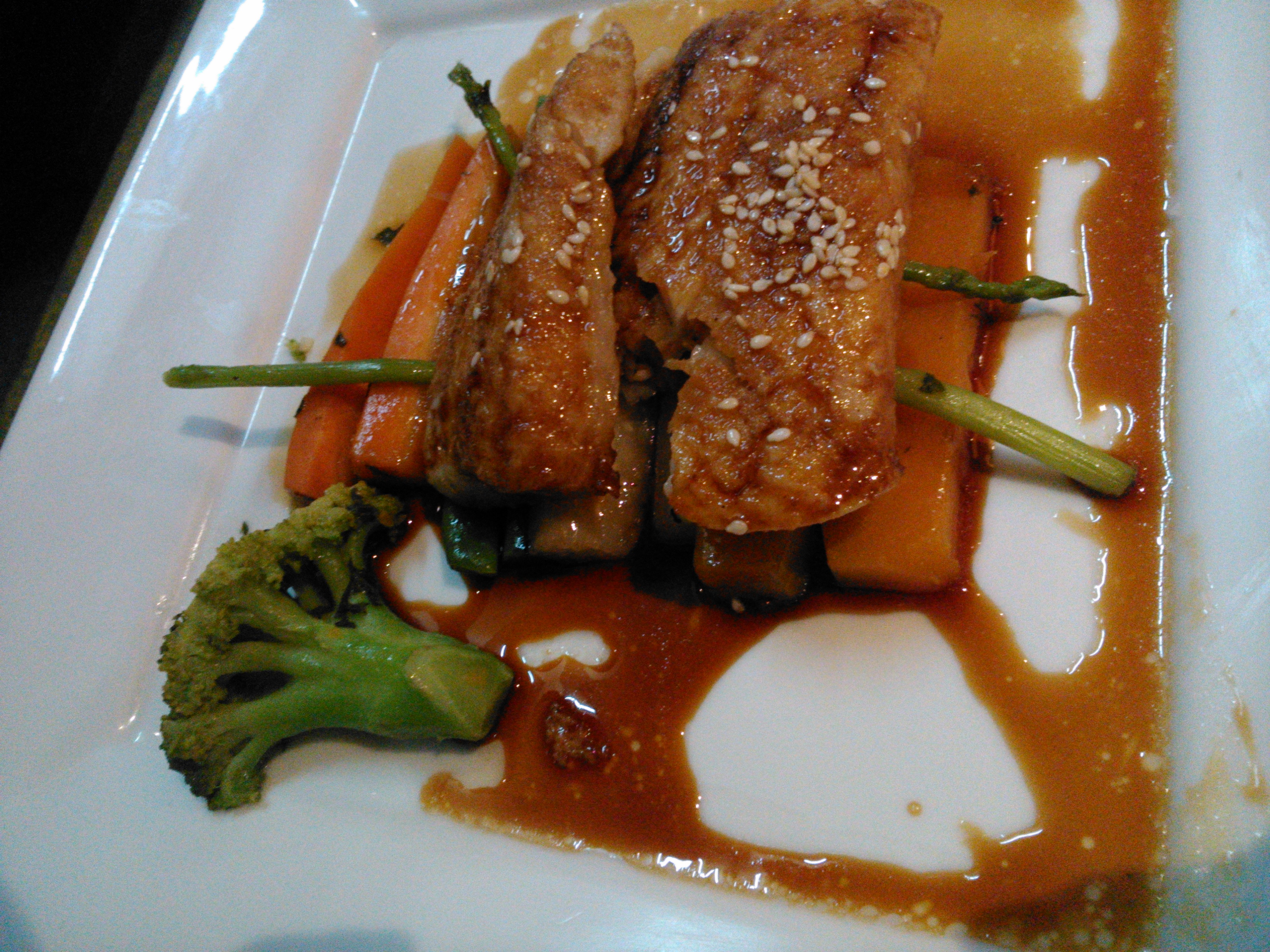
Pesce teriyaki
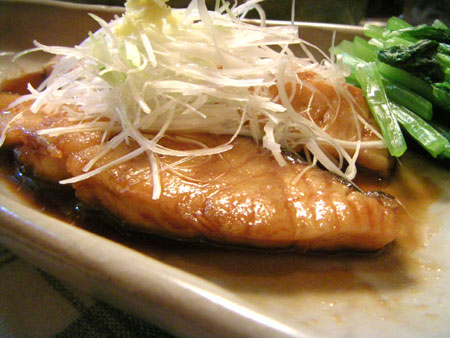
Pesce teriyaki
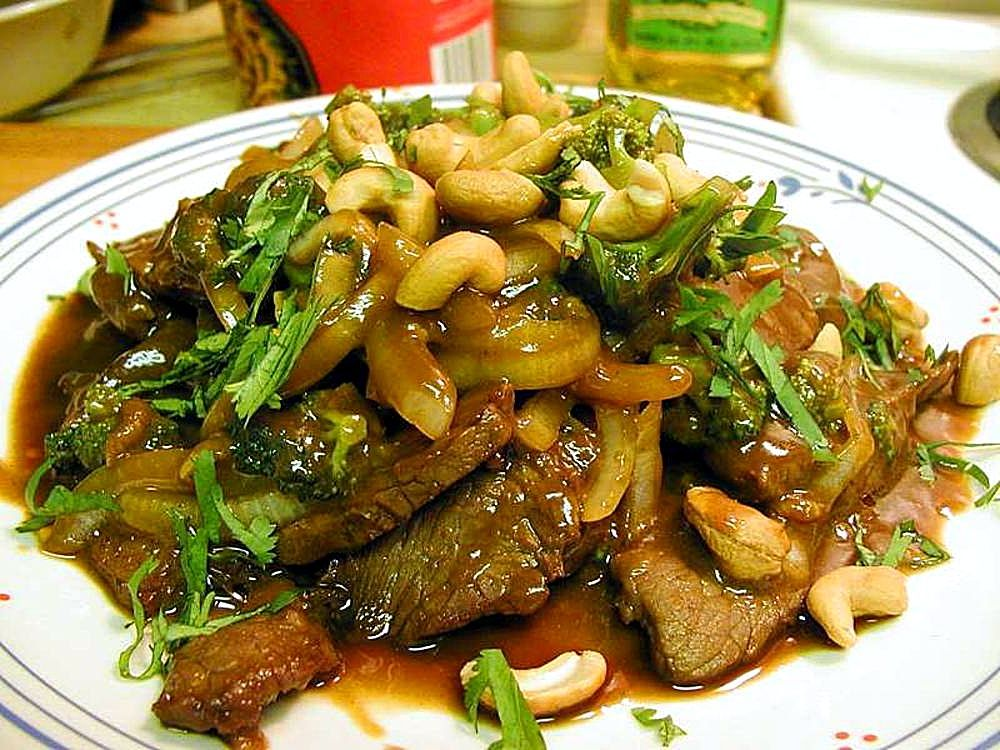
Manzo teriyaki
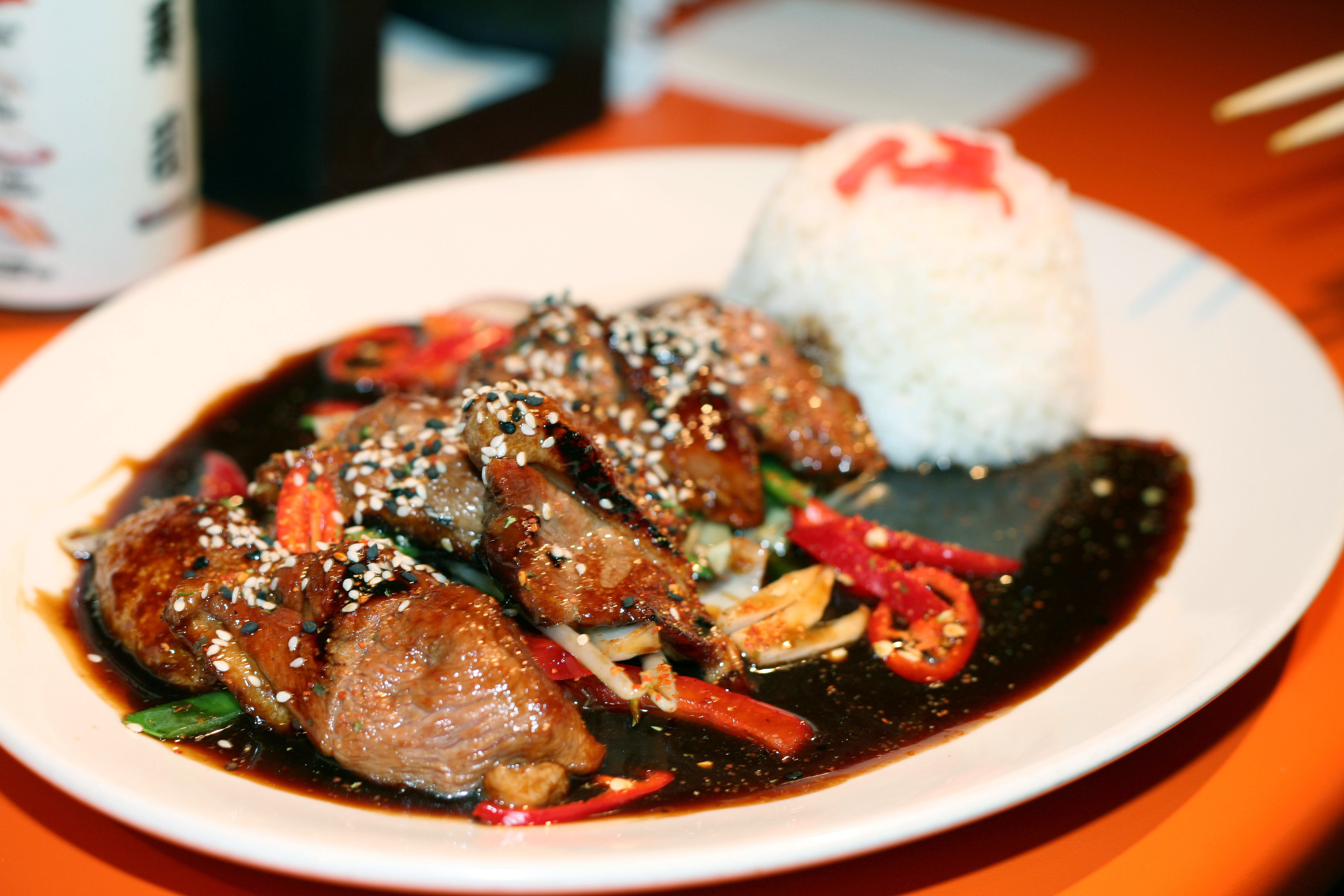
Anatra teriyaki